# Poltys acuminatus
Poltys acuminatus är en spindelart som beskrevs av Tamerlan Thorell 1898. Poltys acuminatus ingår i släktet Poltys och familjen hjulspindlar.
Artens utbredningsområde är Myanmar. Inga underarter finns listade i Catalogue of Life.